# Hart im Zillertal
Hart im Zillertal település Ausztriában, Tirolban a Schwazi járásban található. Területe 35,54 km², lakosainak száma 1 549 fő, népsűrűsége pedig 44 fő/km² (2014. január 1-jén). A település 666 méteres tengerszint feletti magasságban helyezkedik el.

## Fordítás
- Ez a szócikk részben vagy egészben  a   Hart im Zillertal című angol Wikipédia-szócikk ezen változatának fordításán alapul.  Az eredeti cikk szerkesztőit annak laptörténete sorolja fel. Ez a jelzés csupán a megfogalmazás eredetét és a szerzői jogokat jelzi, nem szolgál a cikkben szereplő információk forrásmegjelöléseként.